# Alexi Lalas
Alexi Lalas   (Birmingham, 1 de juny de 1970) és un exfutbolista estatunidenc, d'ascendència grega, de la dècada de 1990.
Fou jugador, entre d'altres, de Calcio Padova, New England Revolution i Los Angeles Galaxy. L'estil de joc de Lalas es caracteritzava per la capacitat física i la resistència.
Fou 96 cops internacional amb la selecció dels Estats Units, amb la qual participà en els Mundials de 1994 i 1998.